# Juan de Ortega (santo)
Juan de Quintanaortuño, conocido como Juan de Ortega (Quintanaortuño, Burgos, 1080-San Juan de Ortega, 2 de junio de 1163), fue un religioso de España, discípulo del santo Domingo de la Calzada. Su onomástica se celebra el 2 de junio.
Desde 1971 es patrón de los aparejadores de España.

## Biografía
De joven colaboró con Domingo de la Calzada para abrir caminos que mejorasen el paso por la zona de los peregrinos del Camino de Santiago. Hacia 1112, tras el fallecimiento en 1109 de su maestro Domingo, Juan decidió peregrinar a Jerusalén, sufriendo en su regreso un naufragio del que se salvó por su rogativa a San Nicolás de Bari, a quien prometería edificar una capilla en su honor. El lugar donde ubicaría esta se encontraba en los Montes de Oca en una zona conocida como Ortega, procedente del latín Urtica, que significa ortiga o maleza, donde hoy se encuentra la localidad de San Juan de Ortega. Además construiría un albergue para los peregrinos que por allí pasaban. Con el tiempo se le unieron colaboradores en sus labores hospitalarias, con lo que nacería cerca del 1138 el monasterio de San Nicolás, conocido desde principios del siglo XIII como monasterio de San Juan de Ortega.
Según la tradición, se le atribuye la finalización de la calzada entre Nájera y Burgos que había iniciado su maestro y la construcción de los puentes primitivos de Logroño, Nájera, Santo Domingo de la Calzada, Belorado, Cubo de Bureba y Agés.
Cayó enfermo encontrándose en Nájera, pidiendo ser trasladado a su monasterio, donde falleció el 2 de junio de 1163.

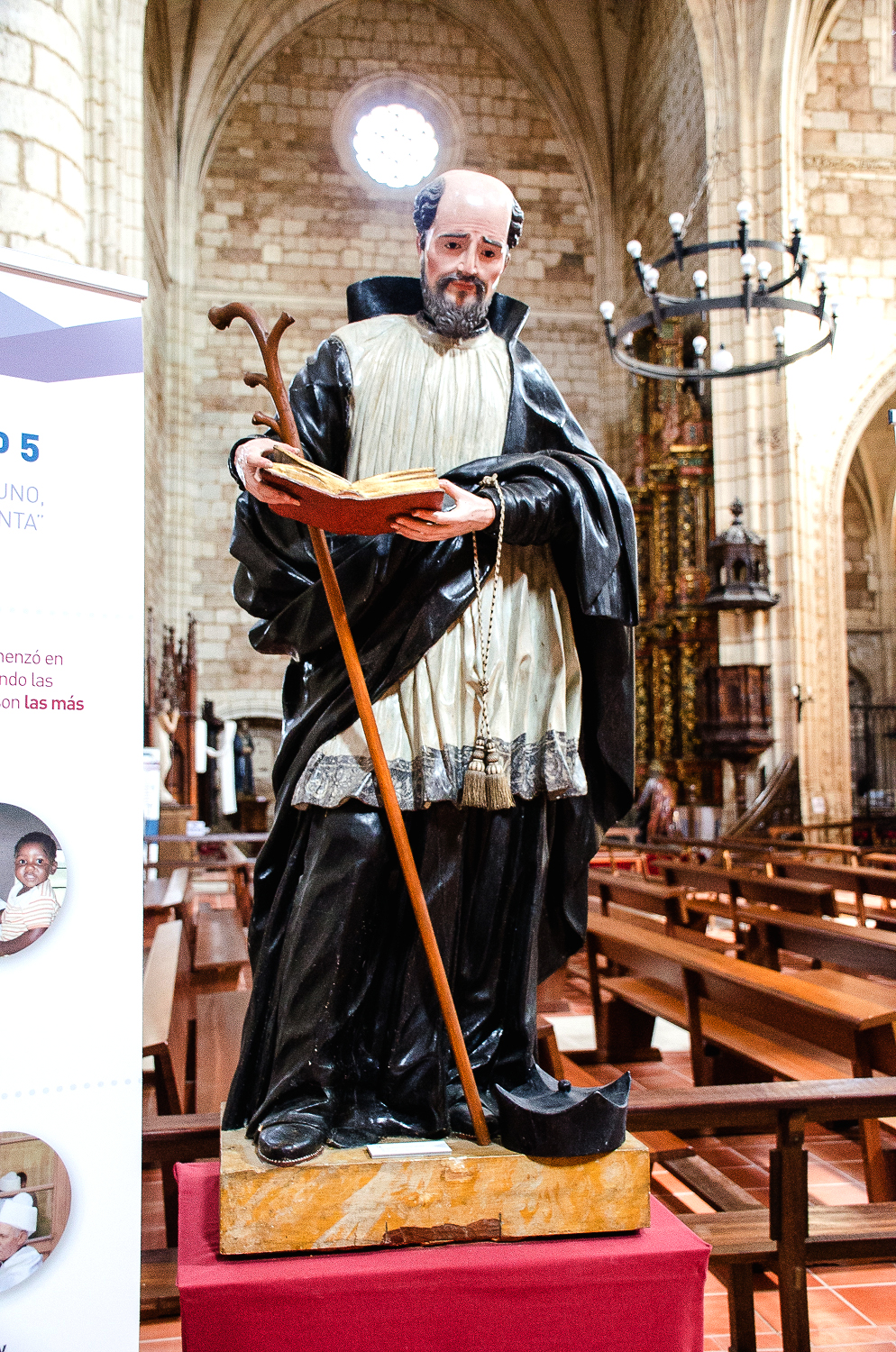
Imagen de San Juan de Ortega de la parroquia de Quintanaortuño

## Monasterio de San Juan de Ortega
Una vez construido, el ahora conocido como Monasterio de San Juan de Ortega se encontraba regido por canónigos regulares bajo la Regla de San Agustín. El 24 de abril de 1138, el papa Inocencio II tomó bajo su protección el monasterio.
En 1431 se encontraba en muy mal estado, habitándolo tan solo tres monjes. Fue entonces cuando el obispo de Burgos, Pablo de Santa María, ordenó que fueran los monjes jerónimos del Real monasterio de Nuestra Señora de Fresdelval los que lo habitasen, permaneciendo estos hasta la desamortización de 1835, cuando los bienes del monasterio fueron vendidos en subasta pública.
En 1931 fue declarado monumento nacional.

### Iglesia
Su primitivo sepulcro románico se encuentra en la iglesia de San Juan de Ortega.

#### Milagro de la luz
En los dos equinoccios (21 de marzo y 22 de septiembre), un rayo de sol que se introduce por un ventanal ilumina a las 5 de la tarde el capitel de la Anunciación, apreciándose que la Virgen María se dirige a la luz y no a San Gabriel como es tradicional.
Mezcla de observación astronómica y técnicas arquitectónicas produce un mensaje simbólico de los constructores medievales, con quienes están muy relacionados los aparejadores y los maestros de obras, único en occidente.

## Celebraciones
Anualmente, el día del aniversario de su fallecimiento, se realiza en la localidad de San Juan de Ortega una romería y procesión en la que participan las poblaciones próximas portando cada una su pendón y cruz procesional, son parte de los pueblos circuncidantes y asociaciones afines comunes al Santo, los miembros que componen la Congregación del Santo son:
| - Agés - Barrios de Colina - Hiniestra - Fresno de Rodilla - Turrientes - Cerratón de Juarros - Quintanilla del Monte - Salgüero de Juarros - Quintanapalla | - Arraya de Oca - Villaescusa la Sombría - Villaescusa la Solana - Santa María del Invierno - Galarde - Arlanzón - Santovenia de Oca - Zalduendo | - San Adrián de Juarros - Piedrahíta de Juarros - Atapuerca - Olmos de Atapuerca - Villamorico - Ibeas de Juarros - Cofradía de Santo Domingo de la Calzada. - Colegio Oficial de Aparejadores. | - Agrupación de Autónomos del Círculo Católico - Burgos - Amigos del Camino de Santiago de Burgos - Amigos del Camino de Santiago de Nájera - Urrez |  |

El sábado más de 1000 personas acompañan al Santo en procesión y durante el recorrido cantan los Gozos del Santo. Finalizada la Misa se celabra la jornada de Romería en la plaza y las eras del pueblo.

## Patronazgo
Su labor relacionada con la construcción ha llevado a que algunas instituciones relacionadas con esta actividad lo proclamasen su patrono: 
- El Instituto Técnico de la Construcción y el Cemento de España le nombró su patrón en octubre de 1953.[3]
- El Consejo de Colegios de Aparejadores y Arquitectos Técnicos de España solicitó su patronato, recibiendo el 19 de septiembre de 1970 de la Conferencia Episcopal Española un informe favorable. El 29 de julio de 1971 el Canciller Secretario de Cámara y Gobierno del Arzobispado de Burgos comunicaba al presidente de este colegio que la Santa Sede había designado como su patrón a San Juan de Ortega, según bula de la Sagrada Congregación para el Culto Divino dada el día 26 de mayo anterior.[3]